# Francuski neobarok
Francuski neobarok (w zagranicznej literaturze określany mianem cinéma du look) – formacja artystyczna w kinematografii francuskiej lat 80. XX wieku, zaliczana w poczet filmowego postmodernizmu. Zwyczajowo zalicza się do niej trzech reżyserów: Luca Bessona, Leosa Caraxa oraz Jean-Jacques’a Beineix’go. Autorem terminu jest francuski krytyk Raphaël Bassan, który poświęcił uwagę zjawisku w eseju z 1989 roku na łamach „Revue du Cinéma”.
Besson, Carax i Beineix zwracali uwagę francuskiej krytyki filmowej głównie z powodu ekstrawaganckiego stylu filmowania, licznych odwołań popkulturowych oraz estetyki przypominającej reklamy telewizyjne. Francuski neobarok unieważniał dorobek francuskiej Nowej Fali, której fundatorzy wskutek brnięcia w eksperymenty narracyjne tracili widzów. Wyrafinowaną estetyką cechowały się przede wszystkim filmy Caraxa, znanego z filmów Chłopiec spotyka dziewczynę (1984), Zła krew (1986) oraz Kochankowie na moście (1991). Szczególnie Zła krew, interpretowana jako przypowieść o epidemii AIDS, przeszła do historii kina sceną ekstatycznego biegu po paryskim zaułku w rytm utworu Davida Bowie Modern Love. Beineix po debiucie Diva (1981), skupionym wokół sensacyjnej intrygi dotyczącej handlu kasetami magnetofonowymi, zasłynął przede wszystkim, uznanym za kultowy, filmem erotycznym Betty Blue (1986) o parze żywiołowych kochanków. Spośród trzech artystów to jednak Besson tworzył filmy o największym potencjale komercyjnym. Po pozbawionym dialogów eksperymencie postapokaliptycznym Ostatnia walka (1983) oraz stylowym Metrze (1985) Besson najszybciej przystosował się do filmowego mainstreamu; jego filmy Wielki błękit (1988), Nikita (1991) oraz anglojęzyczny Leon zawodowiec (1994) cieszyły się uznaniem publiczności, lecz oskarżano je o kicz. Dalsza komercjalizacja filmów Bessona w latach 90. XX wieku w połączeniu z klęskami następnych dzieł Caraxa i Beineix’go spowodowała załamanie się nurtu.

## Galeria

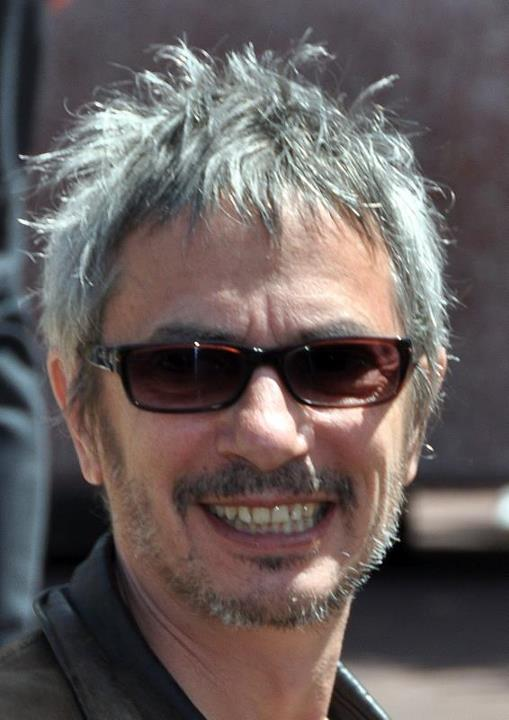
Leos Carax
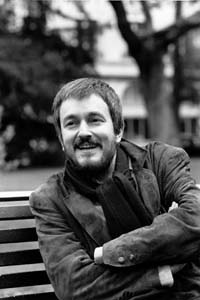
Jean-Jacques Beineix
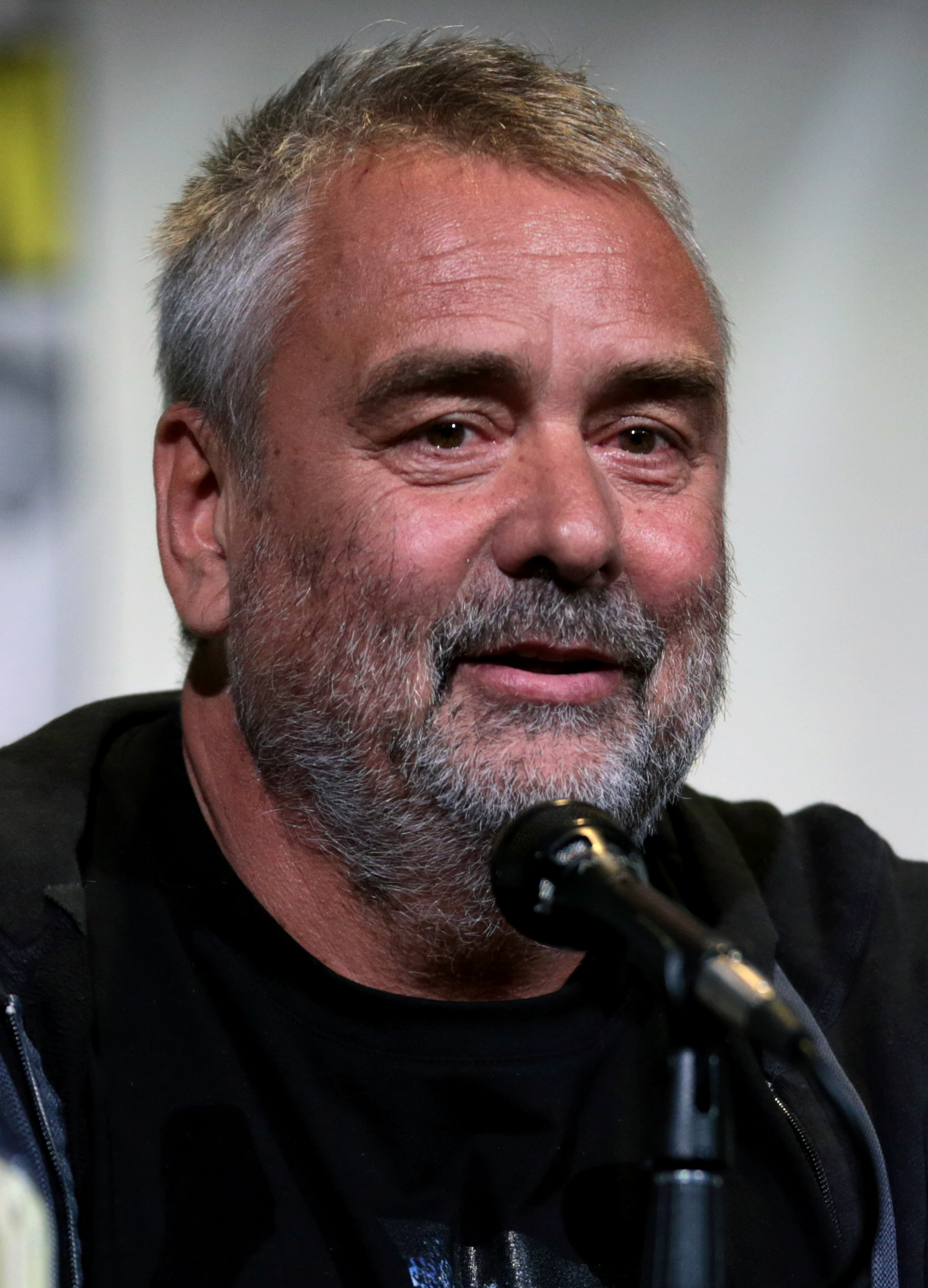
Luc Besson